# لوونبرگر لاند
لوونبرگر لاند (به آلمانی: Löwenberger Land) یک شهر در آلمان است که در اوبرهافل واقع شده‌است. لوونبرگر لاند  ۸٬۳۴۱ نفر جمعیت دارد.